# Il pastor fido (Haendel)
Pour les articles homonymes, voir Fido.
Il pastor fido est un opéra en trois actes de Georg Friedrich Haendel. Il s'agit du deuxième opéra composé par Haendel à l'intention du public britannique, après son opéra héroïque Rinaldo, représenté triomphalement l'année précédente en dépit d'une critique parfois hostile.

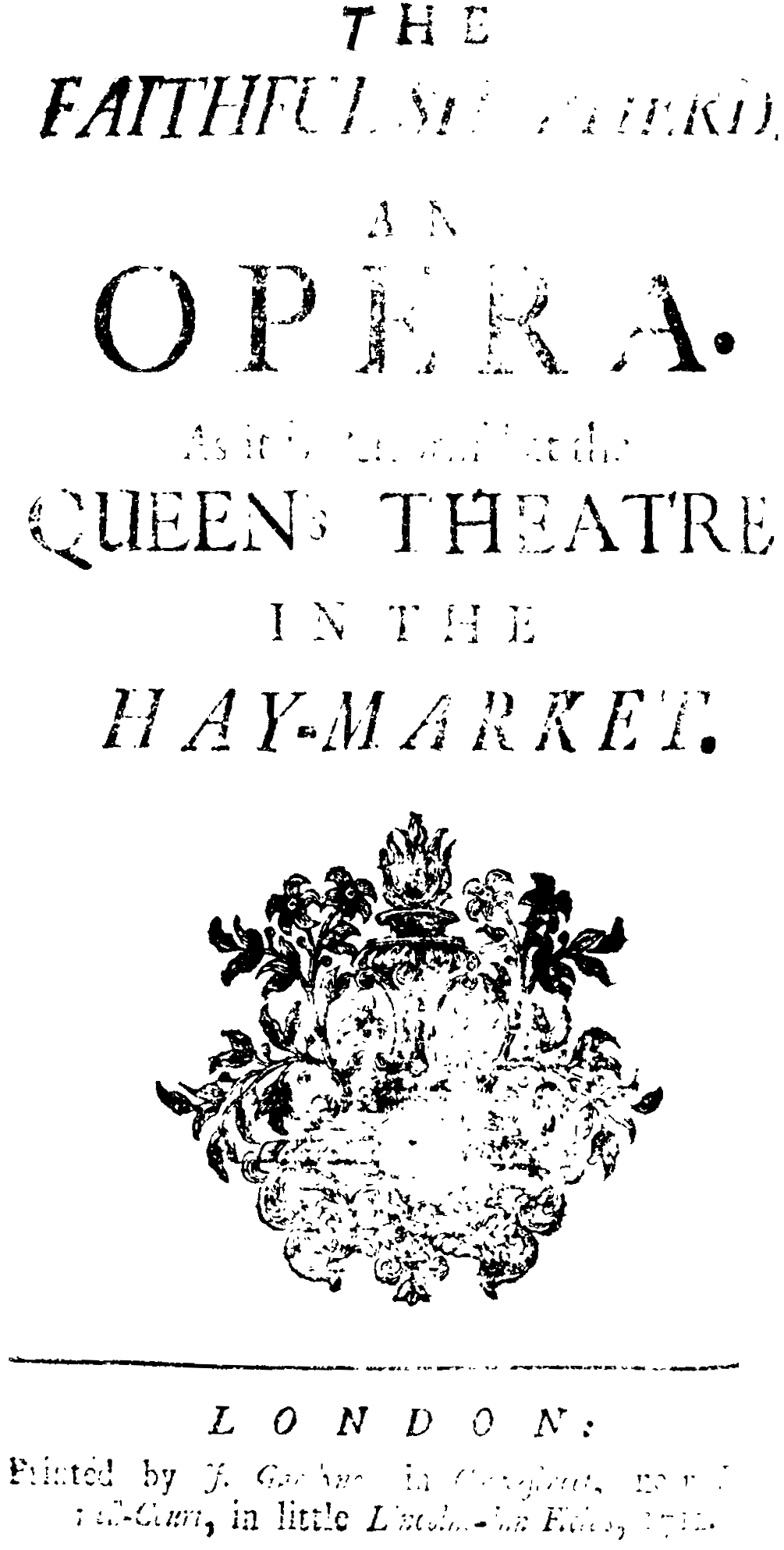
Première page du libretto Il pastor fido de Haendel

Le livret, élaboré pour Haendel par le poète Giacomo Rossi, est une adaptation de la pastorale composée entre 1580 et 1583 et publiée en 1589 par le poète italien Giovanni Battista Guarini (1538-1612), qui connut un succès immense et fut diffusée et traduite dans toute l'Europe.
Une première version de l'œuvre date de 1712 ; elle fut remaniée en 1734. Terminé le 24 octobre 1712, Il pastor fido fut représenté sous le nom de The Faithful Sheperd au Haymarket de Londres, le 22 novembre 1712, pour six représentations jusqu'au 27 décembre, et le 21 février 1713.
Cette composition est à rapprocher de la cantate Le Berger fidèle de Jean-Philippe Rameau composée vers 1728.

## Rôles
| Rôle     | Voix (Version de 1712) | Première, le 22 novembre 1712   | Voix (version de 1734) | Première, le 18 mai 1734 |
| -------- | ---------------------- | ------------------------------- | ---------------------- | ------------------------ |
| Mirtillo | soprano castrat        | Valeriano Pellegrini            | soprano castrat        | Giovanni Carestini       |
| Amarilli | soprano                | Elisabetta Pilotti-Schiavonetti | soprano                | Anna Maria Strada del Pò |
| Eurilla  | soprano                | Francesca Margherita de L'Epine | soprano                | Margherita Durastanti    |
| Silvio   | alto castrat           | Valentino Urbani                | ténor                  | Carlo Scalzi             |
| Dorinda  | alto                   | Jane Barbier                    | alto                   | Maria Caterina Negri     |
| Tirenio  | basse                  | Richard Leveridge               | basse                  | Gustavus Waltz           |

## Première version
Après que Haendel eut reçu le livret fourni (comme pour Rinaldo) par Giacomo Rossi, il commença à composer la musique en septembre 1712 et la termina le 24 octobre. À la fin du troisième acte, il nota : « Fine dell Atto terzo | G F H | Londres | ce 24 d’Octobre v.st. | 1712 ». ("V.st." : "vieux style" fait référence au calendrier julien, qui fut encore utilisé en Angleterre jusqu'en 1752.) Il pastor fido a été représenté pour la première fois au Queen's Theatre de Londres le 22 novembre 1712. Il s'agit du deuxième opéra de Haendel composé pour Londres.
Haendel avait 27 ans et toute l'expérience acquise en deux ans et demi de travail à Hambourg et en trois ans et demi passés en Italie, séjour qui a été d'une importance décisive pour sa carrière ; il avait acquis un statut de Maître de Chapelle officiel de l'Électeur de Hanovre Georg Ludwig, futur souverain britannique sous le nom de George I. De fait, il pensait déjà à l'Angleterre à cette époque. Il avait accepté ce poste de Maître de Chapelle le 16 juin 1710 à condition de pouvoir passer un an à Londres dès après sa nomination. Pour la première fois de sa vie, il arriva dans la capitale britannique en novembre 1710 et y présenta son nouvel opéra Rinaldo en février 1711.  Celui-ci connut un immense succès : ce triomphe et le reste de la carrière du compositeur devaient confirmer que Haendel avait pris une décision plutôt heureuse quand il avait choisi Londres pour y demeurer et pendant de nombreuses années à concentrer son travail de composition dans le genre de l'opéra italien.
Lorsqu'il revint à Londres à l'automne 1712 pour y affermir sa position avec la présentation d'un nouvel opéra, le Queen's Theatre était dans des conditions très différentes : Aaron Hill qui en avait été le directeur et par ailleurs créateur du scénario de Rinaldo, avait quitté sa fonction, et la plupart des principaux chanteurs italiens, parmi lesquels le célèbre castrat Nicolini (qui avait auparavant chanté le rôle-titre dans Rinaldo), avaient quitté le théâtre étaient également partis.